# Lord of the Flies (Iron Maiden)
Lord of the Flies è un singolo del gruppo musicale britannico Iron Maiden, pubblicato il 2 febbraio 1996 come secondo estratto dal decimo album in studio The X Factor.
Il testo del brano trae ispirazione dall'omonimo romanzo di William Golding del 1954.

## Tracce
1. Lord of the Flies – 5:04 (Steve Harris, Janick Gers)
2. My Generation – 3:38 (Pete Townshend) – originariamente interpretata dai The Who
3. Doctor Doctor – 4:50 (Michael Schenker, Phil Mogg) – originariamente interpretata dagli UFO

## Formazione
- Blaze Bayley – voce
- Dave Murray – chitarra
- Janick Gers – chitarra
- Steve Harris – basso
- Nicko McBrain – batteria